# Asterobemisia salicaria
Asterobemisia salicaria là một loài côn trùng cánh nửa trong họ Aleyrodidae, phân họ Aleyrodinae.
Asterobemisia salicaria được Danzig miêu tả khoa học đầu tiên năm 1969.